# Светско првенство у фудбалу за жене 2015. − група Ф
Група Ф ФИФА Светског првенства за жене 2015. била је једна од шест групе репрезентација које су се такмичиле на Светском првенству за жене 2015. Групу су чинили Француска, Енглеска, Колумбија и Мексико. Утакмице су одигране од 9. до 17. јуна 2015. године.

## Репрезентације групе Ф
| Позиција на извлачењу | Репрезентација | Конфедерација | Начин квалификовања                     | Датум квалификовања | Укупно учешћа | Последње учешће | Најбољи резултат                | ФИФА рангирање на почетку првенства |
| --------------------- | -------------- | ------------- | --------------------------------------- | ------------------- | ------------- | --------------- | ------------------------------- | ----------------------------------- |
| Ф1 (носилац)          | Француска      | УЕФА          | УЕФА група 7 − победник                 | 13. септембар 2014. | 3.            | 2011            | Четврто место (2011)            | 3                                   |
| Ф2                    | Енглеска       | УЕФА          | УЕФА група 6 − победник                 | 21. август 2014.    | 4.            | 2011            | Четвртфинале (1995, 2007, 2011) | 6                                   |
| Ф3                    | Колумбија      | Конмебол      | Копа Америка за жене − другопласирани   | 28. септембар 2014. | 2.            | 2011            | Групна фаза (2011)              | 28                                  |
| Ф4                    | Мексико        | Конкакаф      | Конкакафов шампионат за жене − 3. место | 26. октобар 2014.   | 3.            | 2011            | Групна фаза (1999, 2011)        | 25                                  |

## Табела
| Pos | Тим       | О | П | Н | И | ГД | ГП | ГР | Бод. | Qualification                   |
| --- | --------- | - | - | - | - | -- | -- | -- | ---- | ------------------------------- |
| 1   | Француска | 3 | 2 | 0 | 1 | 6  | 2  | +4 | 6    | Квалификовала се за нокаут фазу |
| 2   | Енглеска  | 3 | 2 | 0 | 1 | 4  | 3  | +1 | 6    | Квалификовала се за нокаут фазу |
| 3   | Колумбија | 3 | 1 | 1 | 1 | 4  | 3  | +1 | 4    | Квалификовала се за нокаут фазу |
| 4   | Мексико   | 3 | 0 | 1 | 2 | 2  | 8  | −6 | 1    |                                 |

У осмини финала:
- Француска је играла са Јужном Корејом (другопласираном у групе Е).
- Енглеска је играла са Норвешком (другопласираном групе Б).
- Колумбија (као један од четири најбоље  трећепласиране репрезентације) играла је против Сједињених Држава (која је била победник групе Д).

## Утакмице

### Француска и Енглеска
| Француска           | (1 : 0)  | Енглеска |
| ------------------- | -------- | -------- |
| - Ежен Ле Сомер 29’ | Извештај |          |

| Француска | Енглеска |

### Колумбија и Мексико
| Колумбија             | (1 : 1)  | Мексико              |
| --------------------- | -------- | -------------------- |
| - Даниела Монтоја 82’ | Извештај | - Вероника Перез 36’ |

| Колумбија | Мексико |

### Француска и Колумбија
| Француска | (0 : 2)  | Колумбија                                |
| --------- | -------- | ---------------------------------------- |
|           | Извештај | - Леди Андраде 19’ - Каталина Усме 90+3’ |

| Француска | Колумбија |

### Енглеска и Мексико
| Енглеска                           | (2 : 1)  | Мексико               |
| ---------------------------------- | -------- | --------------------- |
| - Френ Кирби 71’ - Карен Карни 82’ | Извештај | - Фабиола Ибара 90+1’ |

| Енглеска | Мексико |

### Мексико и Француска
| Мексико | (0 : 5)  | Француска                                                                                 |
| ------- | -------- | ----------------------------------------------------------------------------------------- |
|         | Извештај | - Мари-Лауре Дели 1’ - Џенифер Руиз 9’ (а.г.) - Ежен Ле Сомер 13’, 36’ - Амандин Анри 80’ |

| Мексико | Француска |

### Енглеска и Колумбија
| Енглеска                                     | (2 : 1)  | Колумбија            |
| -------------------------------------------- | -------- | -------------------- |
| - Керен Карни 15’ - Фара Вилијамс 38’ (пен.) | Извештај | - Леди Андраде 90+4’ |

| Енглеска | Колумбија |